# Sven Månsson Eketrä
Sven Månsson Eketrä, död i januari 1626,, var en svensk adelsman och ståthållare.

## Biografi
Sven Månsson Eketrä var son till Måns Helgesson. Han blev 1584 kammartjänare hos Johan III. Eketrä blev senare befallningsman på Linköpings hus och befallningsman över Valkebo härad, Hanekinds härad och Bankekinds härad med Tuna kungsgård. Han var också befallningsman på Kungsbrogård, Norrbyhus, Gullbergs härad och Åkerbo härad. År 1599 blev han fogde över Vifolka härad, Bobergs härad och Gullbergs härad. Eketrä blev 1602 fogde på Stockholms slott och 1604 befallningsman på slottet. Eketrä blev 1604 slottsloven på slottet och 1606 fogde över Svartsjö härad, Färentuna härad och Bro härad. Den 1 april 1607 adlades han med namnet Eketrä i Uppsala av kung Karl IX. Han fick ett vapen med en vit sköld med två grönskande ekträ samt emellan dem en röd raggig springande hund med framfötterna uppåt till höger. År 1608 blev Eketrä ståthållare på Stockholms slott och 1612 generalfältproviantkommissarie. Eketrä blev häradshövding i Värmdö och Åkers tingslag 1613. Han blev 1617 ståthållare på Kalmar slott och Kalmar slottslän och 1620 ståthållare på Viborgs slott, Nyslott, Viborgs län och Nyslotts län. Eketrä avled 1626.
Eketrä ägde gårdarna Svensvik och Råstad.

### Familj
Eketrä gifte sig med myntmästaren Anders Hanssons änka. De fick tillsammans barnen Märta, Gustaf (1600–1637), Johan (född 1601), Peder, Margaretha (född 1610) och Barbro.